# World Speedway League 2014
World Speedway League 2014 – 1. edycja turnieju, mająca na celu wyłonić najlepszy klub żużlowy na świecie. Zawody wygrał szwedzki klub Piraterna Motala.
Rozegrane zostały jedynie zawody finałowe, w których wystąpiły kluby, które zdobyły mistrzostwo swojego kraju w sezonie 2013, z najsilniejszych lig na świecie: brytyjskiej, duńskiej,  polskiej i szwedzkiej.

## Wyniki
- Zielona Góra, 18 października 2014
- Sędzia: Christian Froschauer

| \| Msc \| \| Drużyna / Zawodnik \| Biegi \| Punkty \| \| --- \| ---------------------------------------------------------------------------------------- \| ----------------------------------------------------- \| ------------------------- \| ------ \| \| 1 \| \| Piraterna Motala \| Piraterna Motala \| 36 \| \| 1 \| Jason Doyle Matej Žagar Piotr Pawlicki Linus Sundström Rory Schlein \| (2,3,0,2) (2,1,2,3) (1,3,2,2) (3,2,2,d) (1,0,2,3) \| 7 8 7 6 \| \| \| 2 \| \| Poole Pirates \| Poole Pirates \| 32 \| \| 2 \| Leon Madsen Grzegorz Walasek Maciej Janowski Przemysław Pawlicki Thomas Jonasson \| (2,2,1,3) (3,2,3,1) (0,1,2,1) (0,1,0,3) (2,2,3,w) \| 8 9 4 7 \| \| \| 3 \| \| SPAR Falubaz Zielona Góra \| SPAR Falubaz Zielona Góra \| 30 \| \| 3 \| Piotr Protasiewicz Jarosław Hampel Andreas Jonsson Krzysztof Jabłoński Kamil Adamczewski \| (3,2,1,u) (3,0,0,2) (2,3,3,u/–) (0,0,1,3) (3,1,1,w,2) \| 6 5 8 4 7 \| \| \| 4 \| \| EMS Esbjerg \| EMS Esbjerg \| 19 \| \| 4 \| Grzegorz Zengota Chris Harris Mikkel Bech Jensen Peter Kildemand René Bach \| (0,3,3,3,1) (1,0,–,0) (1,0,0,0) (1,1,1,3,w) (0,–,0,1) \| 10 1 6 1 \| \| | Bieg po biegu: 1. Sundstroem, Madsen, Harris, Jabłoński 2. Walasek, Jonsson, Pi. Pawlicki, Zengota 3. Hampel, Doyle, Bech, Prz. Pawlicki 4. Protasiewicz, Zagar, Kildemand, Janowski 5. Adamczewski, Jonasson, Schlein, Bach 6. Doyle, Walasek, Kildemand, Jabłoński 7. Jonsson, Madsen, Zagar, Bech 8. Zengota, Sundstroem, Janowski, Hampel 9. Pi. Pawlicki, Protasiewicz, Prz. Pawlicki, Harris 10. Zengota, Jonasson, Adamczewski, Schlein 11. Zengota, Zagar, Jabłoński, Prz. Pawlicki 12. Jonsson, Janowski, Kildemand, Doyle 13. Kildemand, Pi. Pawlicki, Madsen, Hampel 14. Walasek, Sundstroem, Protasiewicz, Bech 15. Jonasson, Schlein, Adamczewski, Bach 16. Prz. Pawlicki, Sundstroem (d), Adamczewski (w), Kildemand (w) 17. Jabłoński, Pi. Pawlicki, Janowski, Bech 18. Zagar, Hampel, Walasek, Harris 19. Schlein, Adamczewski, Bach, Jonasson (w/2min) 20. Madsen, Doyle, Zengota, Protasiewicz (u) |                                                       |                           |        |
| Msc | | Drużyna / Zawodnik                                    | Biegi                     | Punkty |
| 1 | | Piraterna Motala                                      | Piraterna Motala          | 36     |
| 1 | Jason Doyle Matej Žagar Piotr Pawlicki Linus Sundström Rory Schlein | (2,3,0,2) (2,1,2,3) (1,3,2,2) (3,2,2,d) (1,0,2,3)     | 7 8 7 6                   |        |
| 2 | | Poole Pirates                                         | Poole Pirates             | 32     |
| 2 | Leon Madsen Grzegorz Walasek Maciej Janowski Przemysław Pawlicki Thomas Jonasson | (2,2,1,3) (3,2,3,1) (0,1,2,1) (0,1,0,3) (2,2,3,w)     | 8 9 4 7                   |        |
| 3 | | SPAR Falubaz Zielona Góra                             | SPAR Falubaz Zielona Góra | 30     |
| 3 | Piotr Protasiewicz Jarosław Hampel Andreas Jonsson Krzysztof Jabłoński Kamil Adamczewski | (3,2,1,u) (3,0,0,2) (2,3,3,u/–) (0,0,1,3) (3,1,1,w,2) | 6 5 8 4 7                 |        |
| 4 | | EMS Esbjerg                                           | EMS Esbjerg               | 19     |
| 4 | Grzegorz Zengota Chris Harris Mikkel Bech Jensen Peter Kildemand René Bach | (0,3,3,3,1) (1,0,–,0) (1,0,0,0) (1,1,1,3,w) (0,–,0,1) | 10 1 6 1                  |        |